# Brtnice
Brtnice (en allemand : Pirnitz) est une ville du district de Jihlava, dans la région de Vysočina, en République tchèque. Sa population s'élevait à 3 897 habitants en 2024.

## Géographie
Brtnice se trouve à 13 km au sud-est de Jihlava, à 69 km à l'ouest-nord-ouest de Brno et à 124 km au sud-est de Prague.
La commune est limitée par Puklice et Luka nad Jihlavou au nord, par Bítovčice au nord-est, par Kamenice, Horní Smrčné, Chlum et Bransouze à l'est, par Číchov, Radonín, Kněžice, Opatov et Brtnička au sud, et par Stonařov, Cerekvička-Rosice et Čížov à l'ouest.

## Histoire
La première mention écrite de la localité date de 1234.

## Transports
Par la route, Brtnice se trouve à 12,5 km de Jihlava, à 21 km de Třebíč et à 144 km de Prague.